# بئاتریس لوئنگو
بئاتریس لوئنگو (اسپانیایی: Beatriz Luengo‎؛ زادهٔ ۲۳ دسامبر ۱۹۸۲) یک خواننده، ترانه‌سرا، بازیگر و هنرمند رقص اهل اسپانیا است. وی از دوستان نزدیک میگل آنخل مونیوس است.
از فیلم‌ها یا مجموعه‌های تلویزیونی که وی در آن‌ها نقش داشته‌است می‌توان به یک گام به پیش اشاره نمود.
او تا کنون نامزدِ دریافتِ «جوایز موسیقی ام‌تی‌وی اروپا» (۴ مرتبه) و «جایزه گرمی لاتین» (۲ مرتبه) بوده‌است و یکبار نیز در سال ۲۰۰۵ میلادی، برندهٔ «جایزهٔ انجمن عمومی ناشران و پدیدآوران اسپانیا» شده‌است.